# Murray Rothbard

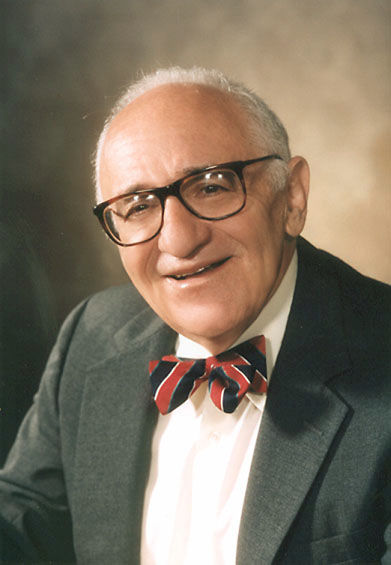
Murray Rothbard während der 1990er Jahre

Murray Newton Rothbard (* 2. März 1926 in New York City; † 7. Januar 1995 ebenda) war ein US-amerikanischer Ökonom und politischer Philosoph. Er veröffentlichte auch Beiträge im Bereich der Geschichtswissenschaft.
Rothbard war maßgeblicher Vordenker der anarchokapitalistischen Bewegung in den USA und der Libertarian Party. Als Ökonom stand er in der Tradition der Österreichischen Schule. Kulturell war er konservativ eingestellt und wurde als junger Mann durch den Geist der US-amerikanischen Old Right beeinflusst und wird daher auch zum Paläolibertarismus zugerechnet. Er unterstützte die Präsidentschaftskandidatur von Pat Buchanan als "revolution of white Euro-males" und war überzeugter Verfechter der Rassentheorie.

## Leben
Rothbard wurde in New York City geboren, wo er auch die längste Zeit seines Lebens verbrachte. Sein Vater David Rothbard, ein Chemiker, kam als mittelloser jüdischer Einwanderer aus einem polnischen Schtetl in die USA, assimilierte sich dort jedoch schnell. Murray Rothbard wurde durch das liberale und individualistische Denken seines Vaters sehr geprägt. Über seine Jugend äußerte Rothbard, dass sein Vater und er die einzigen „Rechten“ in einer linksliberalen bis kommunistischen Umgebung gewesen seien. Rothbard studierte Mathematik und Volkswirtschaftslehre an der privaten Columbia University in New York.

## Standpunkte

### Bedeutung persönlicher Rechte
Rothbard argumentiert unter Berufung auf John Locke radikal naturrechtlich. Nach seiner Auffassung hat jeder Mensch von Natur aus bestimmte Rechte: Redefreiheit, Versammlungsfreiheit, Informationsfreiheit, Vertragsfreiheit, vor allem aber das „Recht auf die eigene Person und auf die Früchte eigener Arbeit“. Rothbard leitet jedes dieser Rechte von einem „natürlichen Recht auf Eigentum“ ab. Er steht damit in der Tradition der Stoa, der mittelalterlichen Scholastik sowie des klassischen Liberalismus.
Weiterhin ist Rothbards Denken von Ludwig von Mises’ Analyse des Gütertausches und von der spezifisch nordamerikanischen libertären Tradition (Paläolibertarismus) geprägt.

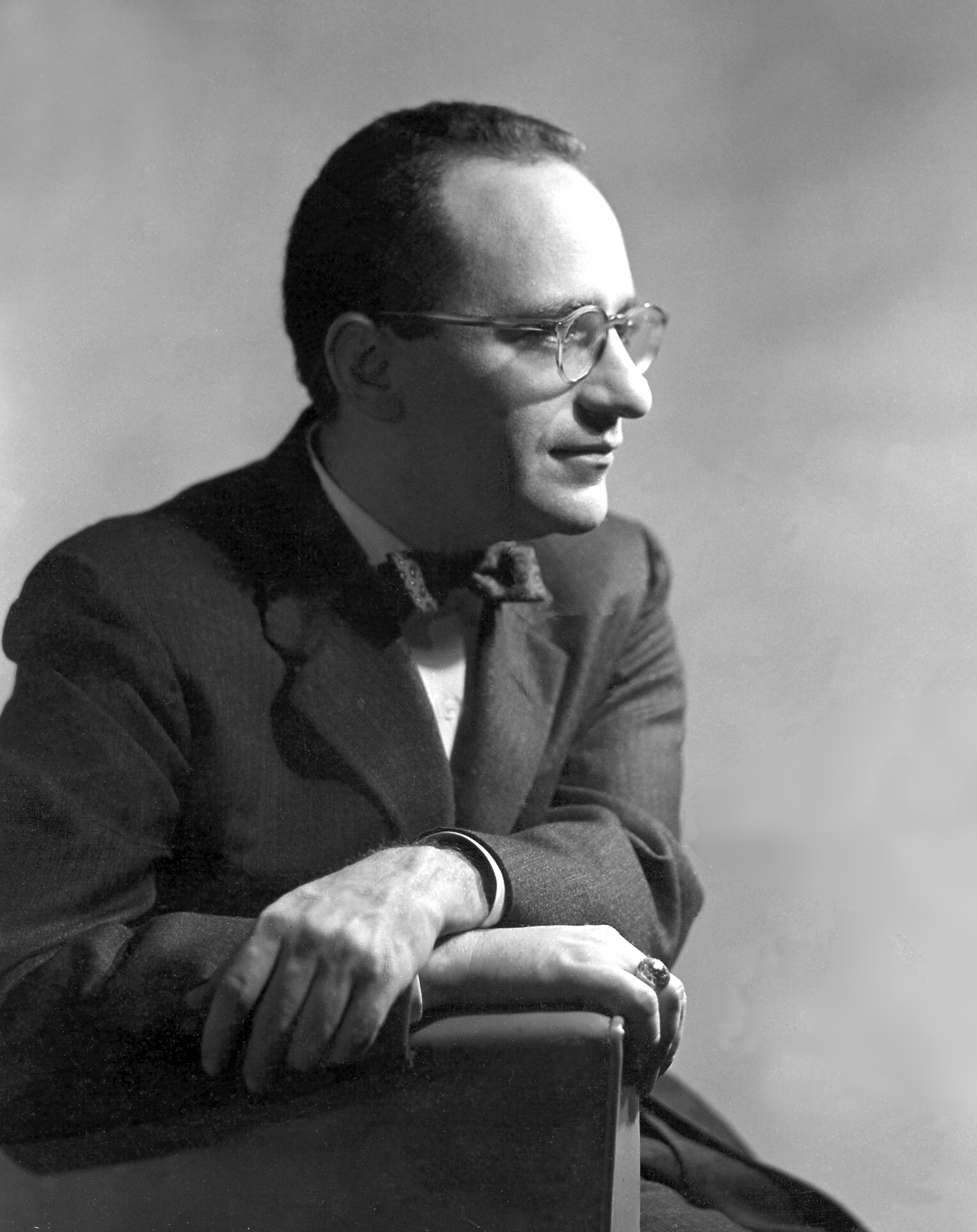
Murray Rothbard (um 1955)

Sein Credo besteht im Wesentlichen aus zwei Axiomen:
- (i) Jeder Mensch, ob jung ob alt, ob arm, ob reich, ob männlich oder weiblich, hat das als Selbsteigentum bezeichnete absolute und natürliche Recht an und auf sich selbst.
- (ii) Jeder Mensch, wiederum ohne Ausnahme, hat ein ebenso absolutes und natürliches Recht auf eine von ihm in Nutzung genommene „Heimstatt“ (homestead).

Diese beiden Axiome werden von Rothbard als nicht verhandelbar vorausgesetzt.
Aus seinen axiomatisch gesetzten Voraussetzungen entwickelt Rothbard anti-paternalistische Argumente. Jeder Anspruch, den Nutzen für eine andere Person besser bestimmen zu können als diese selbst, wird von ihm zurückgewiesen. Als Grundcharakteristikum eines freiheitlichen Zusammenlebens gilt ihm der freie Tausch von Gütern und Dienstleistungen. Auch in Glücksspiel, Prostitution, Pornographie, sexuellen Abweichungen, Abtreibung, dem Tragen von Schusswaffen und Drogenkonsum sieht Rothbard naturrechtlich geschützte Sphären.
Das Recht auf Selbst- und Privateigentum beginnt für Rothbard mit der Geburt eines Menschen. Für die Frage nach der Legalität von Abtreibung sei irrelevant, ob der Fötus bereits als Mensch betrachtet werde oder nicht, da kein Mensch das Recht hätte auf Kosten eines anderen zu leben. Eltern seien daher auch nicht dazu verpflichtet ein geborenes Kind zu versorgen. Sie hätten allerdings, bis das Kind alt genug sei um von zuhause wegzulaufen, diesem gegenüber den Status von Treuhändern, welchen sie an andere Erwachsene verkaufen könnten. Auch hätten Eltern das Recht, ihre Kinder arbeiten zu lassen.

### Entstaatlichung
Als Verkörperung des Paternalismus gilt Rothbard der Staat. Der Staat sei nicht nur ein Vormund der Bürger, sondern ein unverhohlener Aggressor, indem er ständig und in großem Maßstab die natürlichen Rechte der Bürger verletze. Als Beispiele nennt Rothbard u. a. die militärische Zwangsrekrutierung, die Besteuerung und die Schulpflicht. Die Schulpflicht erzeuge systematisch Uniformität, untergrabe damit die individuelle Vielfalt und verletze ebenso systematisch das (natürliche) Elternrecht. Außerdem bürde sie dem Staat ein Entscheidungsproblem auf, das dieser grundsätzlich nicht lösen könne: Soll die Erziehung z. B. eher progressiv oder eher konservativ sein? Falls die Eltern in dieser Frage nicht einig seien, werde stets eine beträchtliche Minderheit, vielleicht sogar eine Mehrheit in ihren Interessen erheblich verletzt. Die Steuererhebung sei Raub, bestenfalls Zwang zur Bezahlung nicht bestellter Dienste. Die Wehrpflicht sei im Wesentlichen Sklaverei. Wenn die Repräsentanten des Staates der Auffassung seien, dass der Staat verteidigt werden müsse, dann sollten sie sich, wie jeder Bürger in seinen Geschäften auch, an den Markt wenden und dort durch entsprechende Offerten Personen anwerben.
Jeder Staat, auch ein demokratischer Verfassungsstaat, verletze die natürlichen, individuellen Rechte, da jeder Staat letztlich eine monopolistische Erzwingungs- und Gewalteinrichtung sei. Die üblichen demokratischen Verfahren und die üblichen Verfassungen seien staatliche Einrichtungen, die stets im Interesse der jeweiligen Machthaber funktionieren. Ein wirksamer Schutz des Einzelnen könne nur durch eine radikale Entstaatlichung herbeigeführt und gewährleistet werden. Diese Entstaatlichung solle auch Verkehrswege, Schulen, Hochschulen, Polizei, Rechtswesen und Streitkräfte betreffen.

## Einordnung
Rothbard, der sich selbst als Anarchokapitalist verstand, gilt als Ideengeber des Rechtslibertarismus und von Strömungen des Rechtspopulismus. Seine Idee einer Paläo-Koalition aus Paläo-Libertären und Paläo-Konservativen, die durch Gegnerschaft zu egalitären politischen Positionen zusammengehalten werde, ist einflussreich auf Javier Milei und die Politik Donald Trumps.

## Veröffentlichungen (Auswahl)
- Man, Economy and State. D. Van Nostrand, 1962 (englisch, mises.org; PDF. Kompletter Text enthält als 2. Teil auch Power and Market).
- America’s Great Depression. D. Van Nostrand, 1973 (englisch, mises.org; PDF; 979 kB. Kompletter Text).
- Power and Market. Sheed Andrews and McMeel, 1970 (englisch, mises.org; PDF; 5,4 MB. Kompletter Text gemeinsam mit Man, Economy and State).
- Eine neue Freiheit. Das libertäre Manifest. Collier Books, 1973 (englisch, mises.org Kompletter Text).
- Die Ethik der Freiheit. Humanities Press, 1982, ISBN 3-89665-086-6 (englisch, mises.org Kompletter Text).
- The Mystery of Banking. Dutton, 1983, ISBN 978-1-105-52878-1 (englisch, mises.org Kompletter Text).
- The Case Against the Fed. Ludwig von Mises Institute, Auburn, Alab 1994, 2007 ISBN 0-945466-17-X (englisch, mises.org Kompletter Text).
- Das Schein-Geld-System. Wie der Staat unser Geld zerstört. ISBN 3-930039-72-9 (englisch, mises.org Kompletter Text)
- Economic Thought Before Adam Smith/An Austrian Perspective on the History of Economic Thought. Edward Elgar Publishers, 1995, ISBN 1-85278-961-1 (mises.org PDF).
- Conceived in Liberty. 4 Bände, 1975–1979, ISBN 0-945466-26-9.
- Hayek and the Nobel Prize. In: Libertarian Forum. 1974 (englisch, mises.org): “Perhaps another reason was a desire to grant a co–Nobel Prize to the notorious left-wing socialist Dr. Gunnar Myrdal, and granting one to Hayek out of a recognized need for political ‘balance’.”